# Kill la Kill
Kill la Kill (キルラキル, Kiru ra kiru) est une série télévisée d'animation produite par le studio Trigger. Elle est réalisée par Hiroyuki Imaishi, écrite par Kazuki Nakashima, et a été diffusée entre octobre 2013 et mars 2014 sur MBS. Dans les pays francophones, Wakanim diffuse la série en streaming et en téléchargement légal. Elle a aussi eu une diffusion télévisée sur Mangas en version originale sous-titrée J+1 en 2013 puis en version française durant le mois de février 2015.
Une adaptation en manga par Ryō Akizuki est publiée entre octobre 2013 et février 2015 et compilée en trois tomes par Kadokawa Shoten. La version française est éditée par Kana en mars 2015.

## Synopsis
Ryūko Matoi, jeune fille de 17 ans, arrive dans une ville japonaise. Elle circule avec une étrange mallette dans le dos, celle-ci contient la moitié d'une très grande paire de ciseaux pouvant se manier comme une épée. Arrivant par les bidonvilles, Ryūko est la cible de quelques pickpockets. Après les avoir corrigés, elle se renseigne sur la ville, qui est apparemment sous le joug d'une dictature. C'est au sein de l'Académie Honnōji que l'on retrouve la présidente du conseil des élèves et meneuse du mouvement totalitaire, Satsuki Kiryūin.
Ryūko décide alors de s'inscrire à l'académie et de défier la présidente afin qu'elle lui en dise plus sur la mort de son père, dont elle recherche l'assassin. Celui-ci est aussi le détenteur de la seconde moitié de la paire de ciseaux, appelée, lorsque les moitiés sont réunies, le "snipitisnips".
N'étant pas de taille, elle se sauve dans son ancienne maison calcinée et retrouve dans les décombres un uniforme. Celui-ci est spécial car il parle mais lui permet également de gagner en force. C'est alors que Ryūko décide de tout faire pour battre la présidente.

## Personnages

### Personnages principaux
Ryūko Matoi (纏 流子, Matoi Ryūko)
Le personnage principal, une jeune lycéenne vagabonde de 17 ans transférée à l'Académie Honnōji qui est à la recherche du meurtrier de son père. Ryūko manie la moitié d'une paire de "Scissor Blade" dont l'autre moitié est détenue par le meurtrier de son père. Son arme est capable de détruire les uniformes Goku qui sont constitués de Fibres Vivantes et qui procurent des capacités surhumaines à ceux qui ont le privilège d'en porter un, la mettant ainsi en conflit avec le Conseil des Étudiants. Elle devient amie avec Mako, sa camarade de classe qui l'accueille ouvertement chez elle avec sa famille. Ryūko possède également une tenue spéciale, le Kamui nommé "Senketsu" (鮮血, lit. "sang frais"), qui surpasse largement les capacités d'un simple uniforme Goku.
Kamui Senketsu (鮮血, Senketsu)
Un uniforme scolaire vivant que Ryūko trouve dans le sous-sol de sa maison. Senketsu est un Kamui (神衣, lit. "Vêtement de Dieu"), une tenue faite entièrement de Fibres Vivantes qui confère des capacités divines à son porteur en échange de son sang. Il se transforme en une armure indestructible, bien que légère et très voyante, ce qui gêne énormément Ryūko, la jeune fille devant alors exposer son corps à la vue de tous lorsqu'elle combat. Elle finit cependant par surpasser sa timidité à la suite de son combat contre Satsuki. Senketsu absorbe des Banshi (絆糸, Banshi), qui représente le fil principal pour fabriquer les uniformes Goku, lorsque Ryūko en détruit un avec son arme, afin d'accroître ses forces.
Satsuki Kiryūin (鬼龍院 皐月, Kiryūin Satsuki)
La Présidente du Conseil des Étudiants de l'Académie Honnōji, âgée de 18 ans. Puisque sa mère dirige le Conseil d'Administration de l'école, Satsuki domine tout le lycée, face au principal et aux enseignants qui sont impuissants. Elle donne des uniformes Goku aux élèves en fonction de leurs aptitudes. Satsuki manie un katana nommé Bakuzan (縛斬) et possède un Kamui tout comme Ryūko, appelé "Junketsu" (純潔, lit. "pureté").
Mako Mankanshoku (満艦飾 マコ, Mankanshoku Mako)
Une étudiante très énergique de deuxième année et la camarade de classe de Ryūko à l'Académie Honnōji. Mako se lie immédiatement d'amitié avec Ryūko lorsque celle-ci arrive dans son école. Mako vit avec ses parents et son petit frère dans les bidonvilles d'Honnōji. Elle est un peu simple d'esprit et se retrouve souvent dans des situations dangereuses, mais elle est extrêmement gentille, et elle encourage Ryūko dans les moments désespérés.

### Conseil des Quatre de l'Académie Honnōji
Ira Gamagōri (蟇郡 苛, Gamagōri Ira)
L'un des membres du Conseil des Quatre et le Président de la Section Disciplinaire de l'Académie Honnōji. Gamagōri est entièrement fidèle à Satsuki et s'occupe personnellement des élèves qui déshonorent la réputation du lycée, enfreignent les règles ou insultent Satsuki. Il a 20 ans mais bien qu'il soit déjà diplômé, il s'est inscrit à Honnōji pour aider Satsuki dans ses plans. Son uniforme Goku à trois étoiles est le Shackle Regalia (縛の装, Shibari no Sō) qui prend la forme d'une momie avec les mains et les pieds liés. Tout à fait masochiste, Gamagōri est complètement invulnérable sous cette forme et subit les dommages pour libérer toute sa puissance telle une déflagration. Il peut alors passer à l'offensive et activer sa deuxième forme, le Scourge Regalia (死縛の装, Shibaki no Sō) qui couvre son corps de fouets d'épines et laisse ainsi ses mains et ses pieds libres de leurs mouvements.
Uzu Sanageyama (猿投山 渦, Sanageyama Uzu)
L'un des membres du Conseil des Quatre et le Président de la Section Sportive de l'Académie Honnōji. Sanageyama est un maître spécialisé dans l'art du kendo. Son uniforme Goku à trois étoiles est le Blade Regalia (剣の装, Tsurugi no Sō) qui prend la forme d'un bōgu blindé géant. Celui-ci possède le Tengantsu (天眼通, Clairvoyance) qui lui permet de prédire les mouvements de son adversaire. Cependant, après avoir subi une défaite contre Ryūko, Sanageyama décide de se faire coudre les yeux pour son arrogance, ce qui renforce ses sens et lui permet alors de débloquer le puissant Shingantsu (心眼通, Les yeux de l'esprit) qui lui permet de percevoir tout ce qui l'entoure et ne faire plus qu'un avec la nature, une capacité qui dépasse même les limites de son uniforme Goku.
Hōka Inumuta (犬牟田 宝火, Inumuta Hōka)
L'un des membres du Conseil des Quatre et le Président de la Section d'Information et de Stratégie de l'Académie Honnōji. Inumuta s'occupe également dans l'analyse des uniformes Goku qui ont été fabriqués par le club de couture et peut notamment les améliorer à la suite de la défaite du Conseil des Quatre face à Ryūko. Son uniforme Goku à trois étoiles est le Probe Regalia (探の装, Saguru no Sō) qui lui permet de calculer très rapidement la trajectoire des attaques et d'utiliser un camouflage optique pour dissimuler sa présence.
Nonon Jakuzure (蛇崩 乃音, Jakuzure Nonon)
L'une des membres du Conseil des Quatre et la Présidente de la Section Culturelle de l'Académie Honnōji. Jakuzure s'occupe des clubs non-sportifs de l'école, comme celui de jardinage ou de biologie. Elle connait Satsuki depuis la maternelle et se vante de connaître tout à son sujet mieux que quiconque parmi le Conseil des Quatre. Son uniforme Goku à trois étoiles est le Symphony Regalia (奏の装, Kanade no Sō) qui prend la forme d'une sono géante produisant de puissantes ondes sonores et qui peut se transformer en un dirigeable.

### Nudist Beach
Aikurō Mikisugi (美木杉 愛九郎, Mikisugi Aikurō)
Le mystérieux professeur principal de Ryūko. Il l'observe secrètement et l'aide dans l'utilisation de Senketsu. Il a l'air plutôt faible, mais il est en fait un beau parleur ayant l'habitude de se déshabiller lentement et de se rapprocher de Ryūko quand ils sont seuls, au grand dam de celle-ci. Alors qu'il a révélé à Ryūko l'existence de Nudist Beach et le fait qu'il en fasse partie, celle-ci ne l'a pas cru à cause du nom ridicule de l'organisation.
Tsumugu Kinagase (黄長瀬 紬, Kinagase Tsumugu)
Une connaissance d'Aikurō. Il déteste les Kamui et combat avec un pistolet (ayant la forme d'une machine à coudre) chargé d'aiguilles qui peuvent rompre les liens des Fibres Vivantes du Kamui et des uniformes Goku de leurs porteurs. Il dit souvent "Je vais t'apprendre deux choses intéressantes". C'est un biker aux cheveux noirs arborant une crête Mohawk rouge. Cette double couleur est un trait physique qu'il partage avec Ryūko.

### Famille Mankanshoku
Matarō Mankanshoku (満艦飾 又郎, Mankanshoku Matarō)
Le petit frère délinquant de Mako, qui rackette et vole souvent.
Barazō Mankanshoku (満艦飾 薔薇蔵, Mankanshoku Barazō)
Le père de Mako, qui tient une clinique dans une ruelle. Il dit avoir tué plus de gens qu'il n'en a sauvé.
Sukuyo Mankanshoku (満艦飾 好代, Mankanshoku Sukuyo)
La mère de Mako, qui fait souvent des croquettes.
Guts (ガッツ, Gattsu)
Le chien de la famille, qui ne pense qu'à manger.

### Autres personnages
Isshin Matoi / Sōichirō Kiryūin (纏 一身 / 鬼龍院 総一郎, Matoi Isshin / Kiryūin Sōichirō)
Le père de Ryūko et de Satsuki, le mari de Ragyō et le créateur de Senketsu. Sōichirō travaillait au service de Ragyō sur les Fibres Vivantes pour effectuer des expériences inhumaines sur sa fille cadette qui n'avait à peine quelques mois, Ryūko l'héroïne de la série. Il décida de prendre la fuite avec Ryūko. Son épouse envoya des hommes pour l'éliminer, mais Sōichirō masqua sa mort par un accident de voiture et s'occupa de Ryūko sous une fausse identité, Isshin Matoi. Il créa le Kamui Senketsu pour que Ryūko puisse un jour contrecarrer le projet machiavélique de Ragyō : dominer le monde en usant des Fibres Vivantes. Cependant, Isshin fut assassiné par le Grand Couturier, Harime Nui. Il parvint à crever l’œil gauche de Nui et expliqua à Ryūko avant de rendre l'âme qu'elle devra faire face à une douloureuse destinée.
Ragyō Kiryūin (鬼龍院 羅暁, Kiryūin Ragyō)
La mère de Satsuki et de Ryuko ainsi que l'épouse de Sōichirō et la principale antagoniste. Ragyō est la Présidente du Conseil d'Administration de l'Académie Honnōji mais également la Présidente des Revocs, une organisation qui utilise les Fibres Vivantes pour contrôler le monde et faire de l'humanité les esclaves des Fibres Vivantes. Satsuki et Ryūko, l'Académie Honnōji et les Nudist Beach vont se mettre en travers de son chemin.
Nui Harime (針目 縫, Harime Nui)
Le Grand Couturier de la famille Kiryūin. Sous les ordres directs de Ragyō, Nui devait détruire les travaux d'Isshin Matoi et éliminer ce dernier qui tente de contrecarrer le projet machiavélique de Ragyō. Elle perdit son œil gauche à la suite de son combat contre Isshin, l'élimina et puis récupéra la moitié du Scissor Blade, ayant la particularité de couper les Fibres Vivantes. Après la défaite de trois membres du Conseil des Quatre face à Ryūko, Nui lui révéla après avoir vaincu elle-même Sanageyama qu'elle est auteur du meurtre de son père et la poussa à montrer sa véritable force.

## Anime
En février 2013, un nouveau projet a été annoncé dans le Newtype Magazine. L'anime a finalement été dévoilé dans le même magazine de juin 2013 sorti en mai 2013. C'est le studio Trigger, créé par Hiroyuki Imaishi après son départ du studio Gainax, qui produit l'anime. La diffusion de l'anime débute le 3 octobre 2013 au Japon et se termine le 27 mars 2014. Un épisode spécial est disponible avec le 9e Blu-ray sorti en septembre 2014.
La série est diffusée en streaming et en téléchargement légal dans les pays francophones sur Animation Digital Network en version originale et française, et est éditée en coffret combo DVD/Blu-ray en septembre 2014 par @Anime. En Amérique du Nord, la série est licenciée par Aniplex USA.

### Liste des épisodes
| No  | Titre français                                   | Titre japonais               | Titre japonais                     | Date de 1re diffusion |
| No  | Titre français                                   | Kanji                        | Rōmaji                             | Date de 1re diffusion |
| --- | ------------------------------------------------ | ---------------------------- | ---------------------------------- | --------------------- |
| 1   | Si tel le chardon, j'avais des épines            | あざみのごとく棘あれば       | Azami no Gotoku Toge Areba         | 3 octobre 2013        |
| 2   | Séduisante au point d'en perdre connaissance     | 気絶するほど悩ましい         | Kizetsu suru hodo Nayamashii       | 10 octobre 2013       |
| 3   | Junketsu                                         | 純潔                         | Junketsu                           | 17 octobre 2013       |
| 4   | Un matin bien malheureux                         | とても不幸な朝が来た         | Totemo Fukō na Asa ga Kita         | 24 octobre 2013       |
| 5   | Trigger                                          | 銃爪（ヒキガネ）             | Hikigane                           | 31 octobre 2013       |
| 6   | Ne me blâme pas sur un coup de tête              | 気分次第で責めないで         | Kibun Shidai de Semenaide          | 7 novembre 2013       |
| 7   | Des bons à rien que je ne peux haïr complètement | 憎みきれないろくでなし       | Nikumi Kirenai Rokudenashi         | 14 novembre 2013      |
| 8   | J'essuie moi-même mes propres larmes             | 俺の悩みは俺が拭く           | Ore no Nayami wa Ore ga Fuku       | 21 novembre 2013      |
| 9   | Tu n'as qu'une seule chance                      | チャンスは一度               | Chansu wa Ichido                   | 28 novembre 2013      |
| 10  | Je veux te connaître davantage                   | あなたを・もっと・知りたくて | Anata o motto Shiritakute          | 5 décembre 2013       |
| 11  | Ne dites pas que je suis mignonne                | 可愛い女とよばないで         | Kawaii Onna to Yobanai de          | 12 décembre 2013      |
| 12  | Déverse ta tristesse                             | 悲しみにつばをかけろ         | Kanashimi ni tsuba o kakero        | 19 décembre 2013      |
| 13  | Dingue de toi !                                  | 君に薔薇薔薇...という感じ    | Kimi ni Barabara... Toiu Kanji     | 9 janvier 2014        |
| 14  | Ôsaka, Kôbe, Kyôto                               | 急げ風のように               | Isoge Kaze no Yō ni                | 16 janvier 2014       |
| 15  | Inarrêtable                                      | どうにもとまらない           | Dōnimo Tomaranai                   | 23 janvier 2014       |
| 16  | Une fille ne supporte pas ça                     | 女はそれを我慢できない       | Onna wa Sore o Gaman Dekinai       | 30 janvier 2014       |
| 17  | Pourquoi toi ?                                   | 何故にお前は                 | Naze ni Omae wa                    | 6 février 2014        |
| 18  | Se précipiter dans la nuit                       | 夜へ急ぐ人                   | Yoru e Isogu Hito                  | 13 février 2014       |
| 19  | Il pleut toujours en arrivant                    | たどりついたらいつも雨ふり   | Tadoritsuitara Itsumo Amefuri      | 20 février 2014       |
| 20  | S'éloigner de la foule                           | とおく群衆を離れて           | Tōku Gunshū o Hanarete             | 27 février 2014       |
| 21  | Inachevé                                         | 未完成                       | Mikansei                           | 6 mars 2014           |
| 22  | Lèvres. Parlez de vous avec passion              | 唇よ、熱く君を語れ           | Kuchibiru yo, Atsuku Kimi o Katare | 13 mars 2014          |
| 23  | Imitation Gold                                   | イミテイション・ゴールド     | Imiteishon Gōrudo                  | 20 mars 2014          |
| 24  | Vers des ténèbres infinies                       | 果てしなき闇の彼方に         | Hateshi naki Yami no Kanata ni     | 27 mars 2014          |
| OAV | Encore un dernier au revoir                      | さよならをもう一度           | Sayonara o Mōichido                | 3 septembre 2014      |

### Musiques
| Générique | Début                 | Début     | Début      | Fin        | Fin                          | Fin               |
| Générique | Épisodes              | Titre     | Artiste    | Épisodes   | Titre                        | Artiste           |
| --------- | --------------------- | --------- | ---------- | ---------- | ---------------------------- | ----------------- |
| 1         | 2 – 14                | Sirius    | Eir Aoi    | 1, 15, OAV | Sirius                       | Eir Aoi           |
| 1         | 2 – 14                | Sirius    | Eir Aoi    | 2 – 14, 24 | Gomen ne, Ii ko ja Irarenai. | Miku Sawai        |
| 2         | 16 – 17, 19 – 23, OAV | ambiguous | GARNiDELiA | 16 – 23    | Shinsekai Kokyōgaku          | Sayonara Ponytail |

### Doublage
| Personnages                | Voix japonaises        | Voix françaises[réf. à confirmer]    |
| Personnages principaux     | Personnages principaux | Personnages principaux               |
| -------------------------- | ---------------------- | ------------------------------------ |
| Ryūko Matoi                | Ami Koshimizu          | Fanny Bloc                           |
| Satsuki Kiryūin            | Ryōka Yuzuki           | Julie Deliquet                       |
| Kamui Senketsu             | Toshihiko Seki         | Yann Pichon                          |
| Mako Mankanshoku           | Aya Suzaki             | Caroline Combes                      |
| Académie Honnōji           |                        |                                      |
| Ira Gamagōri               | Tetsu Inada            | Julien Châtelet                      |
| Uzu Sanageyama             | Nobuyuki Hiyama        | Bruno Méyère                         |
| Nonon Jakuzure             | Mayumi Shintani        | Nathalie Bienaimé                    |
| Hōka Inumuta               | Hiroyuki Yoshino       | Grégory Laisné                       |
| Shirō Iori                 | Yūji Ueda              | Jean-Pierre Leblan                   |
| Mitsuzo Soroi              | Akio Nojima            | Martial Le Minoux Christophe Seugnet |
| Takaharu Fukuroda          | Mitsuo Iwata           | Jérémy Zylberberg                    |
| Omiko Hakodate             | Chiaki Takahashi       | Nathalie Bienaimé                    |
| Maiko Ogure                | Marina Inoue           | Nathalie Bienaimé                    |
| Kusanosuke Yaguruma        | Ryo Naitou             | Jean-Pierre Leblan                   |
| Kusatao Uwabami            | Norihisa Mori          | Yann Pichon                          |
| Ryōsuke Todoroki           | Kiyohito Yoshikai      | Bruno Méyère                         |
| Autres écoles              |                        |                                      |
| Kaneo Takarada             | Makoto Awane           | Jean-Pierre Leblan                   |
| Kyuji Obayashi             | Ryota Takeuchi         | Bruno Méyère                         |
| Kenta Sakuramiya           | Masaya Onosaka         | Christophe Seugnet                   |
| Taro Genbu                 | Rintarō Nishi          | Bruno Méyère                         |
| Jiro Suzaku                | Kenjiro Tsuda          | Yann Pichon                          |
| Saburo Seiryu              | Hiromichi Ogami        | Christophe Seugnet                   |
| Shiro Byakko               | Go Shinomiya           | Julien Châtelet                      |
| "Nudist Beach"             |                        |                                      |
| Aikurō Mikisugi            | Shinichiro Miki        | Martial Le Minoux                    |
| Tsumugu Kinagase           | Katsuyuki Konishi      | Jérémy Zylberberg                    |
| Isshin Matoi               | Kinryū Arimoto         | Christophe Seugnet                   |
| Famille Kiryuin & "REVOCS" |                        |                                      |
| Ragyō Kiryuin              | Romi Park              | Virginie Ledieu                      |
| Nui Harime                 | Yukari Tamura          | Marie Nonnenmacher                   |
| Rei Hōōmaru                | Ayumi Fujimura         | Jessie Lambotte                      |
| Takiji Kuroido             | Kōsei Hirota           | Christophe Seugnet Bruno Méyère      |
| Famille Mankanshoku        |                        |                                      |
| Mataro Mankanshoku         | Ayumi Fujimura         | Jessie Lambotte                      |
| Barazo Mankanshoku         | Kenyu Horiuchi         | Julien Châtelet                      |
| Sukuyo Mankanshoku         | Yukari Fukui           | Agnès Manoury                        |
| Guts                       | Katsuyuki Konishi      |                                      |

## Manga
Une adaptation en manga est publiée entre le 4 octobre 2013 et le 4 février 2015 dans le magazine Young Ace édité par Kadokawa Shoten,. La version française est éditée par Kana à partir de mars 2015.

### Liste des volumes
| no | Japonais        | Japonais          | Français         | Français          |
| no | Date de sortie  | ISBN              | Date de sortie   | ISBN              |
| -- | --------------- | ----------------- | ---------------- | ----------------- |
| 1  | 4 décembre 2013 | 978-4-04-120908-0 | 20 mars 2015     | 978-2-5050-6338-4 |
| 2  | 10 mars 2014    | 978-4-04-121048-2 | 3 juillet 2015   | 978-2-5050-6305-6 |
| 3  | 4 mars 2015     | 978-4-04-102107-1 | 20 novembre 2015 | 978-2-5050-6357-5 |